# مزون-آلفور
شهر مزون-آلفُر (به فرانسوی: Maisons-Alfort) در شهرستان ول-دو-مرن در ناحیه ایل-دو-فرانس با جمعیت ۵۳٬۲۳۳ نفر در کشور فرانسه واقع شده‌است.